# Rodney Strasser
Rodney Strasser (* 30. März 1990 in Freetown) ist ein Fußballspieler aus Sierra Leone. 

## Karriere

### Verein
Rodney Strasser wurde 2007 während eines U-17-Straßenfußballspiels in Freetown vom Kallon FC entdeckt und verpflichtet. Er war sofort ein Bestandteil der 1. Mannschaft. 2007 wurde er während einer Europareise des Kallon FC vom AC Mailand entdeckt und in die Akademie aufgenommen. Am 21. Dezember 2008 gab er sein Debüt in der Serie A, als er für Kacha Kaladse in der 82. Spielminute eingewechselt wurde. Milan gewann 5:1 gegen Udinese Calcio. Im Juli 2010 trat Milan als Teil des Transfers von Sokratis, der beim AC Mailand unterzeichnete, 50 % der Transferrechte an den CFC Genua ab, zusammen mit Nnamdi Oduamadi und Gianmarco Zigoni. Im Gegensatz zu Zigoni spielten er und Oduamadi aber weiterhin beim AC Mailand. Am 25. Januar 2013 wechselte Strasser bis zum Saisonende innerhalb der Liga auf Leihbasis zum FC Parma. Zur Saison 2013/14 erwarb der CFC Genua 100 Prozent der Transferrechte. Der CFC setzte ihn jedoch nicht ein, sondern verlieh ihn regelmäßig. So spielte er bei Reggina Calcio, der AS Livorno, der AS Lupa Castelli Romani, NK Zagreb und dem Gil Vicente FC. 2017 kehrte er zum CFC zurück, gehört jedoch nicht zum Kader der Grifone. 2019 wechselte er zum italienischen Club ASD Villafranca und spielte 2020 bei Turku PS in Finnland. Im September 2021 schloss er sich nach kurzer Vereinslosigkeit dem italienischen Amateurverein AC Cattolica Calcio an.

### Nationalmannschaft
Von 2010 bis 2021 absolvierte Samura insgesamt 13 Partien für die sierra-leonische A-Nationalmannschaft.

## Erfolge
- Italienischer Meister: 2011